# Betula bomiensis
Betula bomiensis är en björkväxtart som beskrevs av Pei Chun Qiong Li. Betula bomiensis ingår i släktet björkar, och familjen björkväxter. Inga underarter finns listade.
Denna björk hittas i sydvästra Tibet. Den växer i låglandet och i bergstrakter upp till 2400 meter över havet. Trädet kan bli 8 meter högt. Det ingår i lövfällande skogar eller det hittas glest fördelad i buskskogar med buskar som främst tillhör karagansläktet, rossläktet och malörtssläktet. Betula bomiensis kan uthärda torka.
Skogsavverkningar är troligtvis ett hot mot beståndet. Populationens storlek är inte känd. IUCN listar arten med kunskapsbrist (DD).